# Алепски бор
Алепските борове (Pinus halepensis) са вид иглолистни растения от семейство Борови (Pinaceae).

## Разпространение
Разпространени са в Средиземноморието, като предпочитат равнините, макар че в някои области се срещат до 1700 m надморска височина.

## Описание
Те са дребни до средноголеми дървета и достигат височина 15 – 25 m и диаметър на стъблото 60 cm, в изключителни случаи до 100 cm.